# Culan
Culan è un comune francese di 805 abitanti situato nel dipartimento del Cher, nella regione del Centro-Valle della Loira.

## Geografia fisica
Culan è un piccolo villaggio (850 abitanti) della provincia del Berry situato a sud del dipartimento dello Cher e a nord del Massiccio Centrale. Esso dista 30 km da Montluçon (dipartimento dell'Allier) e 63 km da Châteauroux (dipartimento dell'Indre).

## Generalità
Il clima di Culan è prevalentemente continentale, temperato dall'influenza dell'Oceano Atlantico. È bagnato dal fiume Arnon, affluente dello Cher, che a sua volta si getta nella Loira. Oltre al fiume Arnon, sul territorio del comune c'è uno stagno di 10 ettari nel quale è proibito fare il bagno, ma dove è possibile praticare la pesca. Culan offre ai suoi abitanti e ai turisti un camping municipale, un ufficio del turismo, un punto d'accoglienza per camping-cars e tutti i tipi di negozi e professioni mediche.
A una decina di chilometri da Culan il bacino idraulico creato dalla diga di Sidiailles permette bagni e sport nautici, fatta eccezione della navigazione a motore.

## Vita economica
Borgo rurale, Culan organizza ogni anno una grande fiera agricola la domenica precedente il 10 maggio. Tale manifestazione permette la compravendita di bestiame (soprattutto ovini) e prodotti tipici locali. Nella regione è sviluppato l'allevamento degli ovini e del bue Charolais, così come la cultura del frumento, del mais e della colza. Dagli anni novanta si è assistito al ritorno dell'allevamento di cavalli e asini a scopo turistico.
La modicità dei prezzi dell'immobiliare e la vicinanza dell'autostrada Clermont-Ferrand - Bourges (A71-E11) attirano molti europei (soprattutto olandesi, inglesi e francesi) che acquistano case e cascine per farne delle “seconde case”.

## Attività sportive e culturali
In settembre si tiene la tradizionale Fête du Pont (Festa del Ponte) seguita il giorno dopo, dal Gran Premio Ciclistico dei Due Ponti. A Culan sono attive molte associazioni culturali e club sportivi: calcio, ciclismo, terza età, filatelia, scacchi, letteratura, ecc.

## Educazione
Culan dispone di una scuola materna, di una scuola elementare e di una mensa dove vengono serviti i pasti di mezzogiorno. Per frequentare la scuola media i ragazzi devono recarsi a Châteaumeillant, à 12 km da Culan et per frequentare il liceo devono recarsi a Saint-Amand-Montrond (a 25 km) o a Montluçon (a 33 km). Le città universitarie più vicine sono Tours e Clermont-Ferrand.

## Monumenti
Culan è conosciuto soprattutto per la sua fortezza medievale del XII-XV secolo. Tale edificio costituisce ancora tutt'oggi la fierezza del villaggio. Costruita su uno sperone roccioso che domina il fiume, la fortezza fu assediata e distrutta da Filippo Augusto (1188?) in guerra contro Enrico II Plantagenêt, re d'Inghilterra. Il castello attuale data del XV secolo e comprende costruzioni aggiuntive del Rinascimento. È stato proprietà dell'ammiraglio Culant (1360 - 1444) e, successivamente, di Sully e del Principe di Condé.
Durante la Rivoluzione francese le terre del castello furono suddivise tra diverse famiglie locali e la fortezza fu venduta come bene nazionale. Tra le sue mura soggiornarono Giovanna D'Arco, Luigi XVI, Sully, Madame de Sévigné, la scrittrice George Sand e Chopin.
Magistralmente restaurato, il castello può essere visitato tutti i giorni da Pasqua all'inizio di novembre. Poco lontano, nelle vicinanze del villaggio, si possono ammirare pregevoli proprietà medievali e la chiesa di Notre Dame dedicata a San Vincenzo.

## Società

### Evoluzione demografica
Abitanti censiti